# أحمد لي
أحمد لي (بالتركية: Ahmet Li)‏ هو لاعب تنس الطاولة تركي، ولد في 12 يناير 1991 في الصين.

## وصلات خارجية
- أحمد لي على موقع أوليمبيديا (الإنجليزية)